# Kohoutovice (Bílá)
Kohoutovice jsou malá vesnice, část obce Bílá v okrese Liberec. Nachází se při potoce Oharka asi 1,5 kilometru jihovýchodně od Bílé. Kohoutovice leží v katastrálním území Petrašovice o výměře 8,11 km².

## Historie
První písemná zmínka o vesnici pochází z roku 1547.

## Pamětihodnosti
- venkovský dům čp. 5 (kulturní památka), tzv. Jírův statek
- několik dalších roubených a zděných staveb lidové architektury

## Fotogalerie

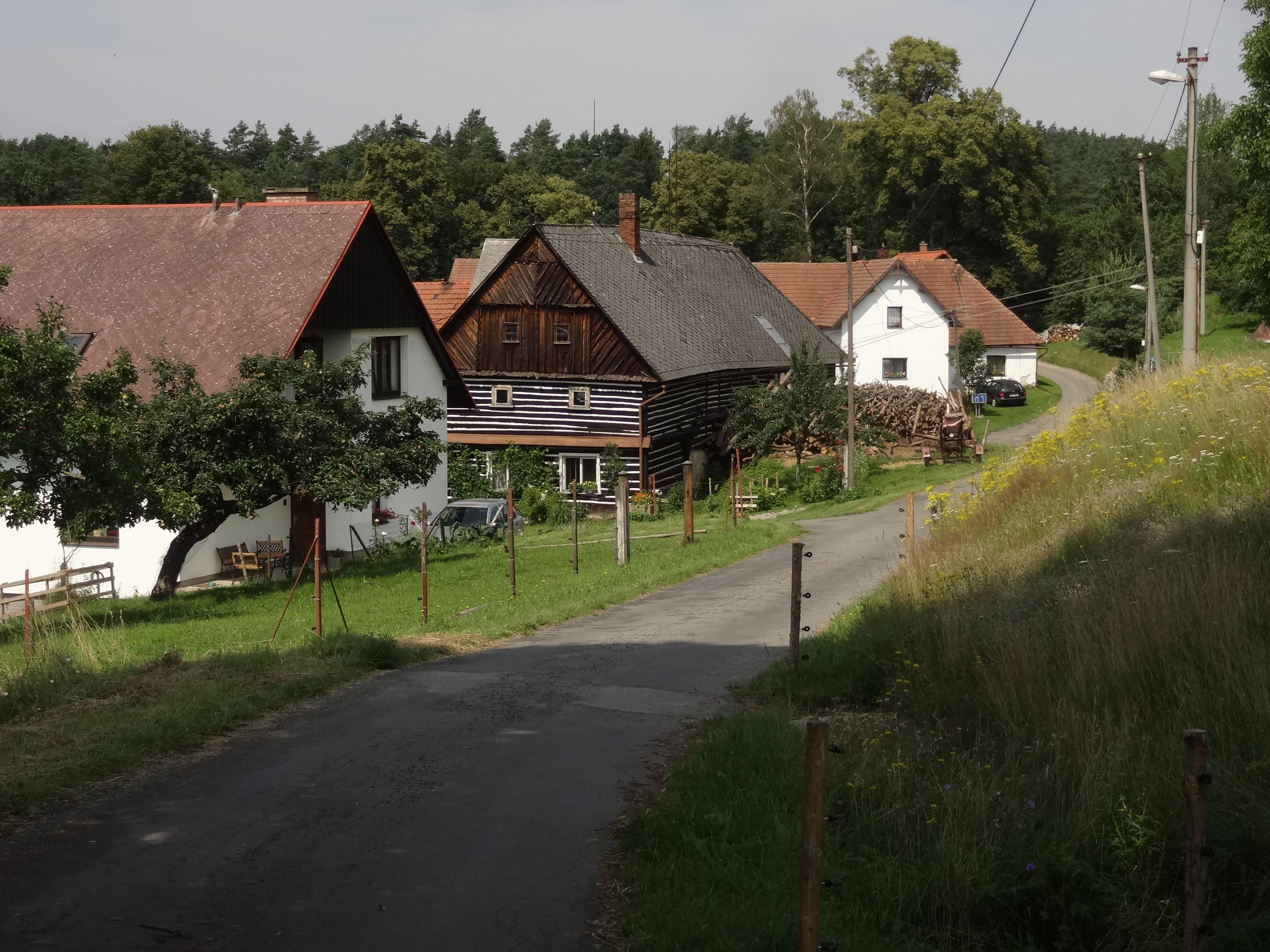
Střed vsi v okolí statku čp. 5
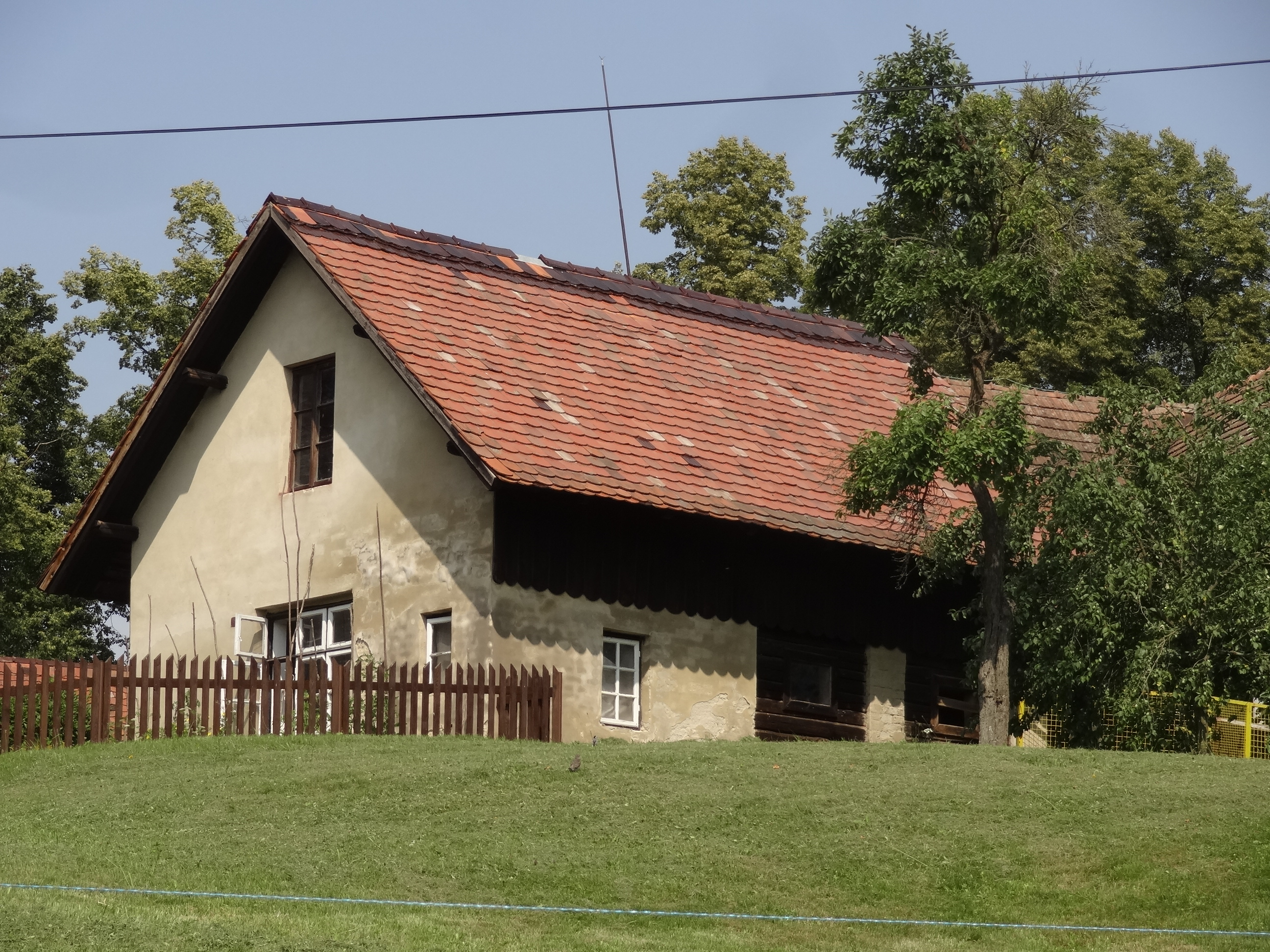
Domek v areálu čp. 4
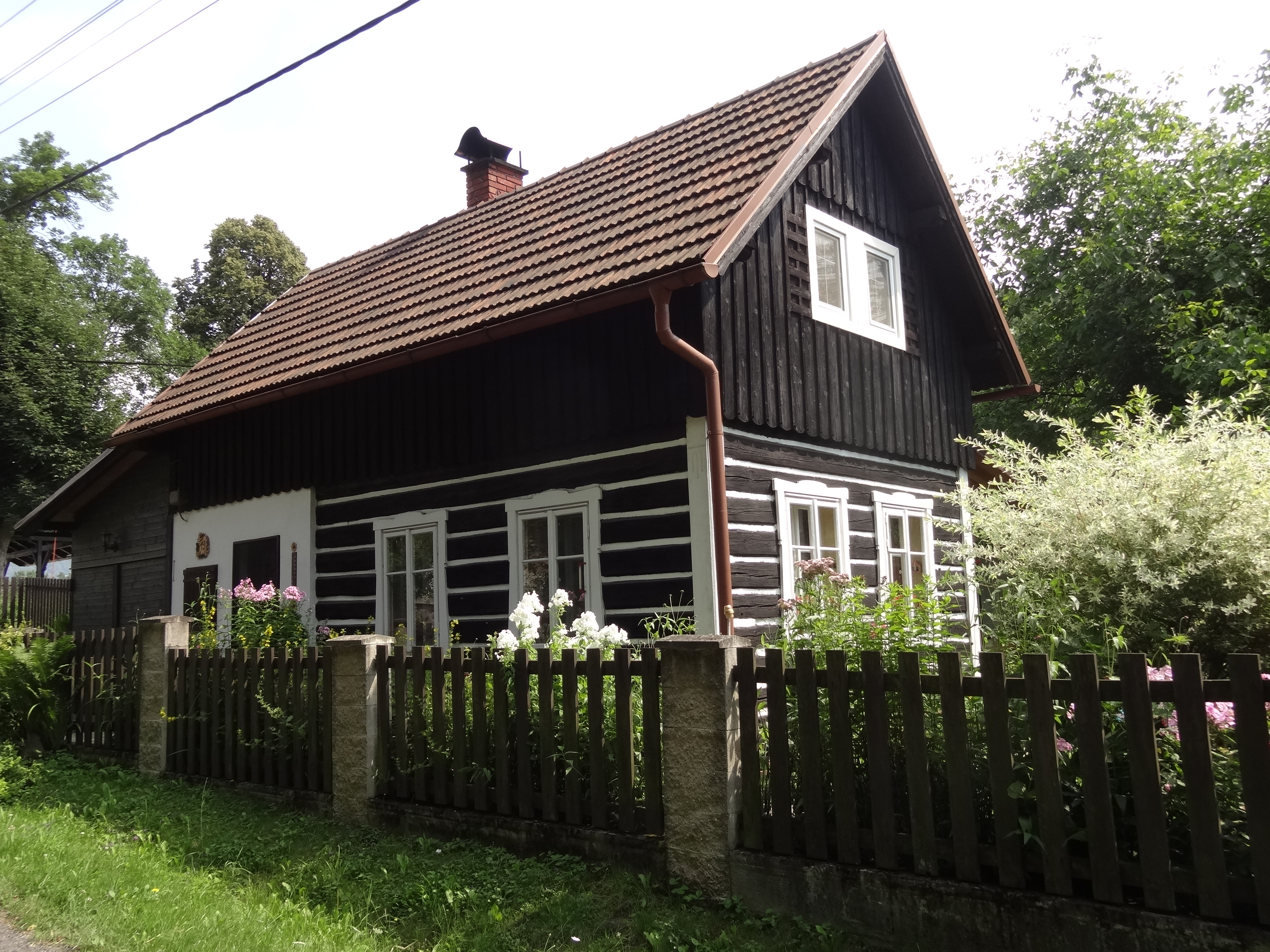
Chaloupka proti čp. 7
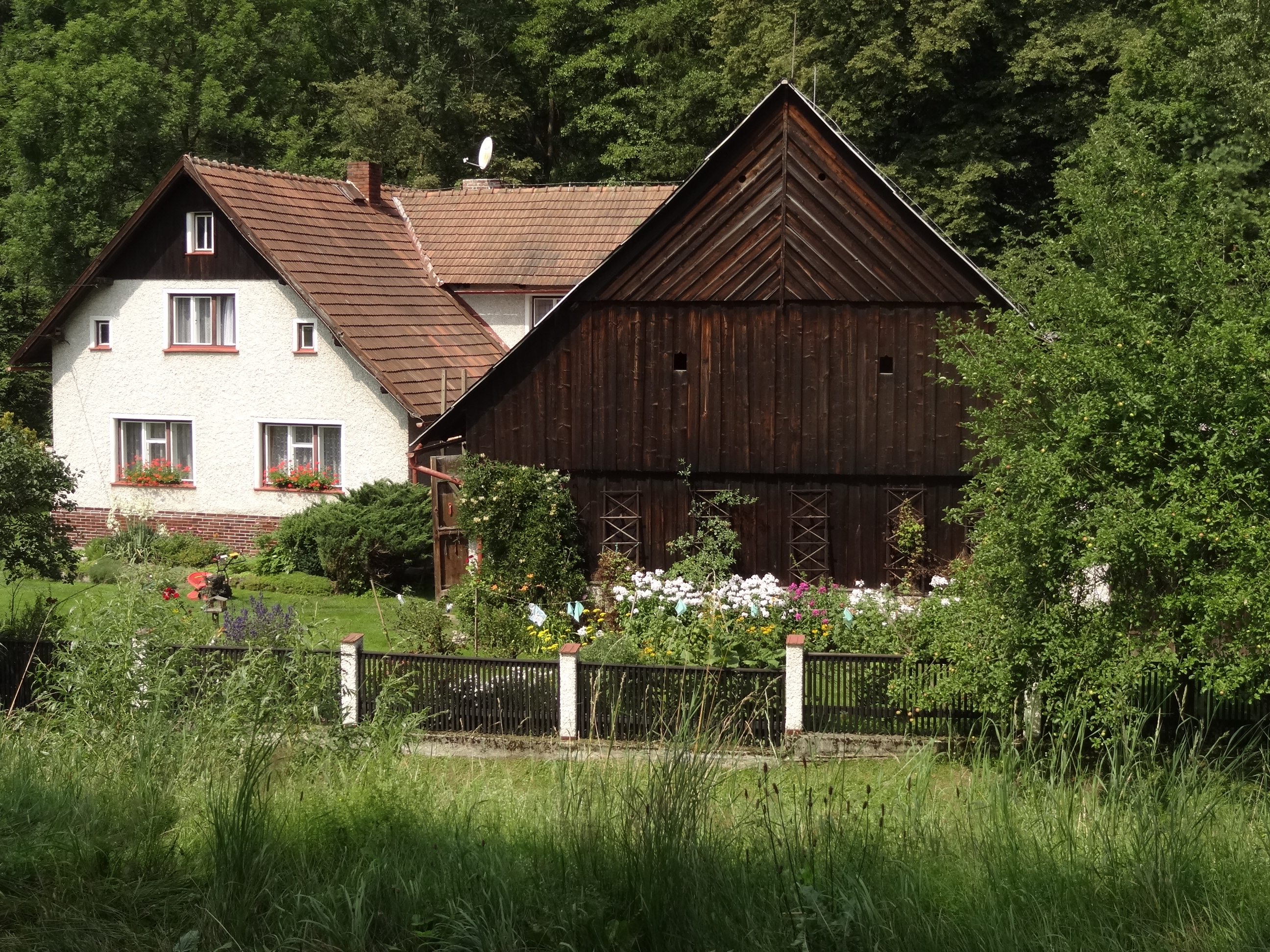
Stavení čp. 10
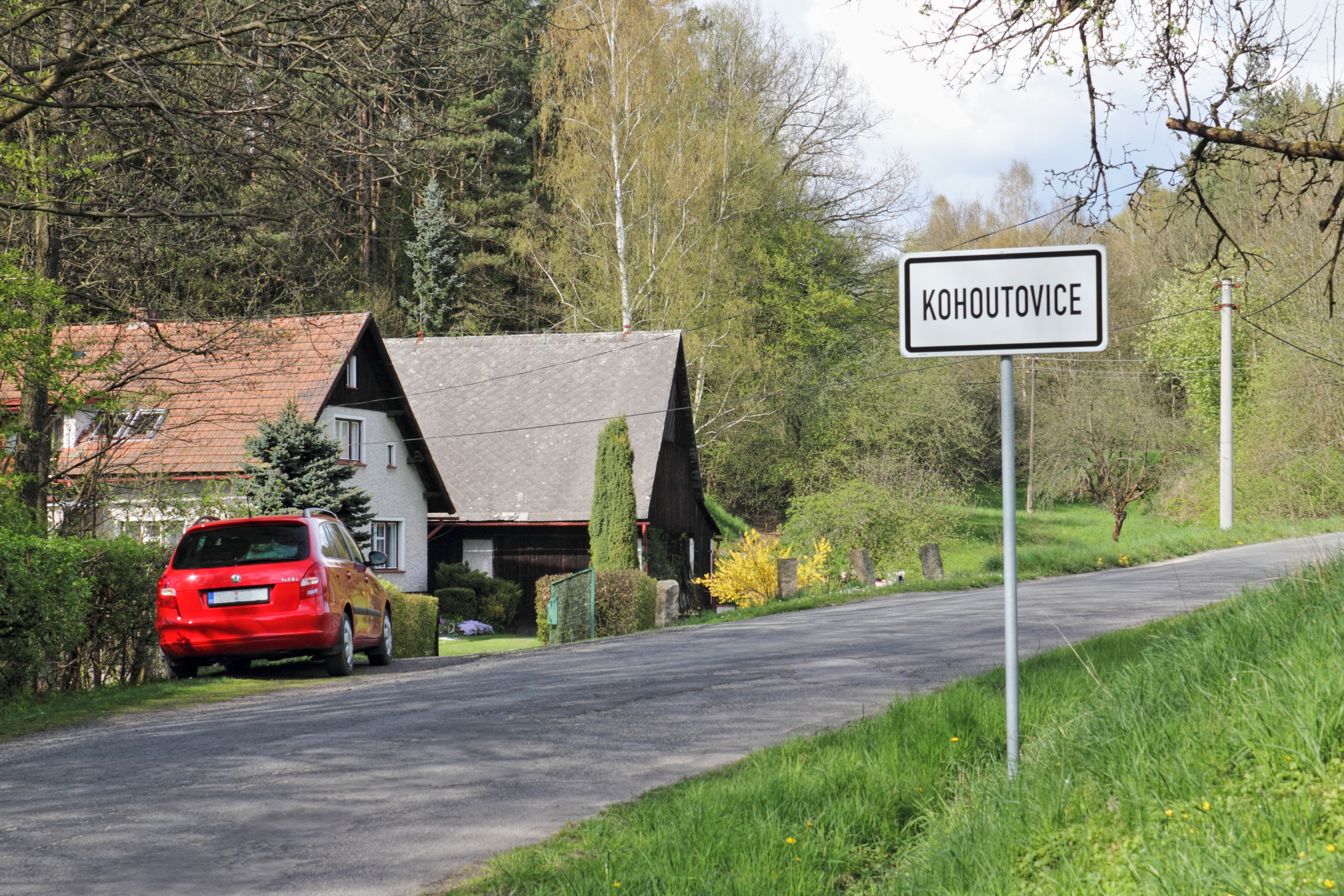
Dolní část vsi při silnici na Vesec a Dehtáry